# Scheibbs

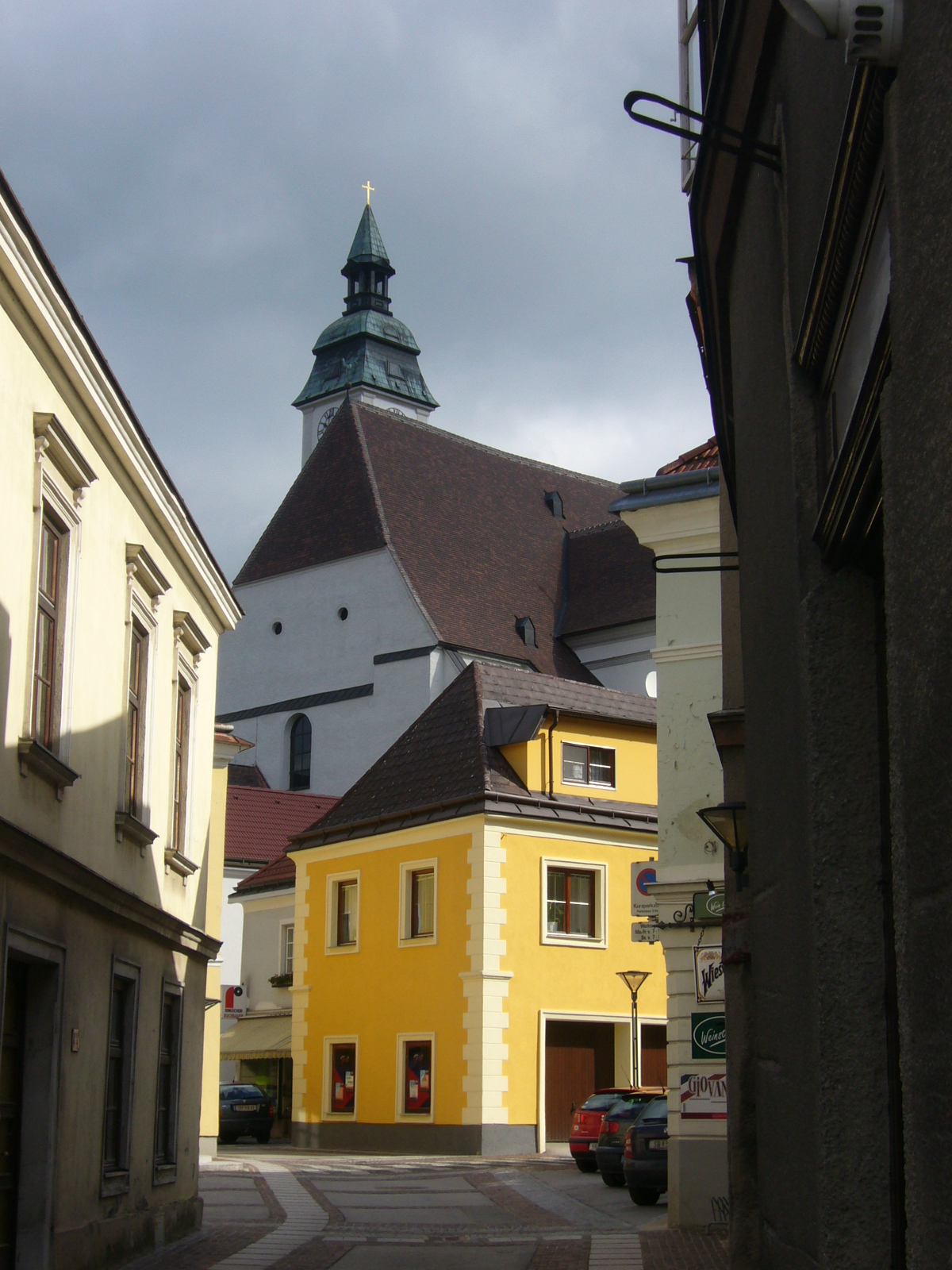
Gata i Scheibbs.

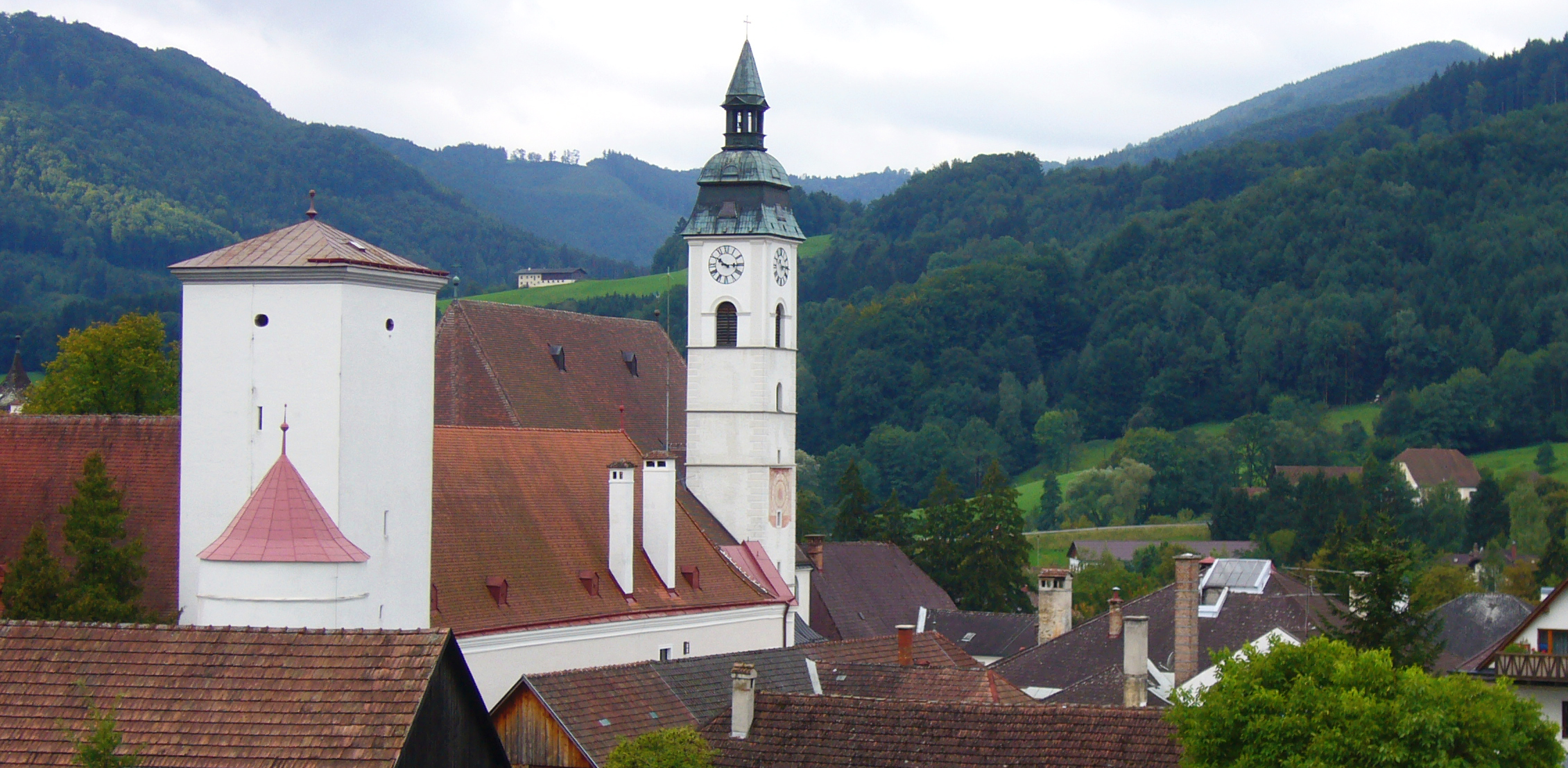
Kyrkan i Scheibbs.

Scheibbs är en stadskommun i det österrikiska förbundslandet Niederösterreich. Staden är belägen i sydvästra Niederösterreich vid floden Große Erlauf cirka 50 kilometer sydväst om förbundslandets huvudstad Sankt Pölten. Scheibbs är huvudort i distriktet med samma namn.
Kommunen Scheibbs omfattar vid sidan av staden Scheibbs ortsdelarna Ginselberg, Heuberg, Hochbruck, Lueggraben, Miesenbach, Neubruck, Saffen och Schöllgraben.

## Historia
Redan under keltisk tid och under romartiden fanns ett samhälle kring en liten försvarsborg där Scheibbs idag ligger. Boplatsen lämnades 488 e. Kr.
Scheibbs omnämndes 1160 för första gången och var då förvaltningscentrum för adelssläkten med samma namn. 1218 övergick Scheibbs i landsfurstlig ägo. Köpingen gavs 1338 som gåva till klostret Gaming. Fram till 1782 när klostret upplöstes var Scheibbs förvaltningscentrum för klostrets ägor.
Under de osmanska krigen attackerades staden av osmanska trupper 1529 och 1683 men kunde båda gånger försvara sig. Under 1500-talet ökade järnmalmbrytningen vid Erzberg och det växande behovet av livsmedel till gruvområdet ledde till ett ekonomiskt uppsving för Scheibbs som tillsammans med köpingarna Gresten och Purgstall fick privilegier att förse Erzbergområdet med lantbruksprodukter. Denna blomstringstid varade till 1780 när privilegierna avskaffades.
1820 grundades en stor järn-, stål- och plåtfabrik i Neubruck vid Scheibbs. Under de närmaste årtionden följde flera andra bolags- och fabriksetableringar vilket ledde till ett nytt ekonomiskt uppsving. Stadens befolkning tredubblades mellan 1838 och 1869. 1850 blir Scheibbs distriktshuvudort. 1877 öppnades Erlauftalbanan, en järnvägsförbindelse till Pöchlarn vid Västbanan.
Efter första världskriget grundades keramikindustrin Scheibbs som anställde designer/konstnärer som hade nära förbindelse med Wiener Werkstätte. 80% av produktionen exporterades till USA och Sydamerika. 1926 fick Scheibbs stadsrättigheter.

## Stadsbild och sevärdheter
Scheibbs präglas av en medeltida stadsbild med en väl behållen stadsmur från 1495. Sju av de ursprungligt 13 torn är bevarade, därav två porttorn. Rådhuset och många bostadshus i gamla staden är från 1500-talet. Den sengotiska stadskyrkans inventarier är från barocktiden. Det före detta kapuzinerklostrets kyrka från 1678-74 är i barock stil. Slottet Scheibbs (byggt 1511) inhyser idag distriktsstyrelsen och ett museum.
I Scheibbs finns tre museer:
- Schützenscheibenmuseum, en samling av äldre skottavlor i slottet Scheibbs
- Hembygdsmuseum i rådhuset
- Keramikmuseum

## Näringsliv och kommunikationer
Scheibbs är tjänste- och servicestad. Inom industrin arbetar ca 30% av arbetskraften (hissproduktion, pappersfabrik och byggsektor).
Genom Scheibbs går riksvägen B25 som efter 25 km ansluter till motorvägen A1 samt Erlauftalbanan.

## Vänorter
- Rutesheim, Tyskland